# Рікарду Домінгуш Барбоза Перейра
Рікарду Домінгуш Барбоза Перейра (порт. Ricardo Domingos Barbosa Pereira, нар. 6 жовтня 1993, Лісабон) — португальський футболіст, нападник «Лестер Сіті» та збірної Португалії.

## Клубна кар'єра
У дорослому футболі дебютував на початку 2012 року виступами за «Віторію» (Гімарайнш), в якій провів півтора сезони, взявши участь у 31 матчі чемпіонату. Більшість часу, проведеного у складі «Віторії», був основним гравцем атакувальної ланки команди і допоміг команді виграти Кубок Португалії, забивши вирішальний гол у фіналі проти «Бенфіки» (2:1). Крім того, завдяки цьому голу Рікарду зрівнявся за результативністю з Оскаром Кардосо і з 6 м'ячами також став найкращим бомбардиром турніру.
1 липня 2013 року приєднався до складу клубу «Порту», проте основним гравцем не став, виступаючи здебільшого за дубль. Через це протягом 2015—2017 років грав на правах оренди за французьку «Ніццу». Перед сезоном 2017/18 повернувся в «Порту» і виграв з ним чемпіонат Португалії, зігравши у 27 матчах.
15 травня 2018 року за 25 млн євро перейшов в англійський «Лестер Сіті», підписавши контракт на 5 років.

## Виступи за збірні
2011 року дебютував у складі юнацької збірної Португалії, взяв участь у 3 іграх на юнацькому рівні, відзначившись одним забитим голом.
З 2012 року залучався до складу молодіжної збірної Португалії. 2013 року у складі команди до 21 року взяв участь у Турнірі в Тулоні, де відзначився одним голом і зайняв з командою 4 місце на турнірі. Наступного місяця був включений у заявку на молодіжний чемпіонат світу, де також відзначився одним голом, але його збірна вилетіла вже в 1/8 фіналу.
14 листопада 2015 року дебютував в офіційних матчах у складі національної збірної Португалії в товариській грі проти Росії (0:1).
У складі збірної був учасником чемпіонату світу 2018 року у Росії.

## Досягнення
- Володар Кубка Португалії (1):

«Віторія» (Гімарайнш): 2012-13
- Чемпіон Португалії (1):

«Порту»: 2017-18
- Володар Суперкубка Португалії (1):

«Порту»: 2013
- Володар Кубка Англії (1):

«Лестер Сіті»: 2020-21
- Володар Суперкубка Англії (1):

«Лестер Сіті»: 2021

### Індивідуальні
- Найкращий бомбардир Кубка Португалії: 2012–13 (6 голів, разом з Оскаром Кардосо)